# Abbaye Notre-Dame de Beaugency
L'abbaye Notre-Dame de Beaugency a été construite au XIIe siècle. Elle a été témoin de grands épisodes de l'histoire de France, en particulier en rapport avec la guerre de Cent Ans. Aujourd'hui morcelée entre plusieurs établissements, elle est ouverte à la visite. 

## Histoire de l'abbaye

### Contexte: la citadelle de Beaugency
L'abbaye de Beaugency fait partie de la citadelle de Beaugency. La citadelle, ou plus exactement castrum, est une cité fortifiée. Le castrum de Beaugency est attesté pour la première fois sur une monnaie datée du Xe siècle. 
L'archéologie et les textes révèlent qu'au XIe siècle, le castrum de Beaugency est déjà solidement implanté. 
Au XIIe siècle, le castrum de Beaugency comporte : 
- La première enceinte ;
- Un donjon, nommé à tort « tour César »[3] ;
- Un logis seigneurial, transformé au XVe siècle pour devenir le château Dunois[4] ;
- Une église collégiale devenue abbatiale au XIIe siècle, également nommée église Notre-Dame de Beaugency ;
- Ceux qui y occupaient étaient plusieurs chanoines réguliers suivant la règle de saint Augustin[5].

### Construction: un monument roman
Entre 1104-1108, Raoul de Beaugency, sous l'impulsion de la réforme grégorienne, permet aux chanoines qui desservaient l'église primitive de s'affranchir de la tutelle des seigneurs : on édifie leur abbaye. 
Aux alentours de 1140, l'église est transformée et devient l’abbatiale romane que l'on peut voir aujourd'hui. 
En l'absence de documents écrits, c'est l'étude stylistique qui a permis de distinguer deux campagnes de construction : 
1. le chevet, le transept non saillant et les bas-côtés ;
2. la nef et la façade occidentale.

### Événements: grand témoin de l'histoire de France
L’abbaye de Beaugency a été le témoin privilégié de grands événements de l’histoire de France. C'est en 1152 que s'est tenu, dans l'abbatiale, l'annulation du mariage de Louis VII et Aliénor d'Aquitaine, prémisse à la guerre de Cent Ans.

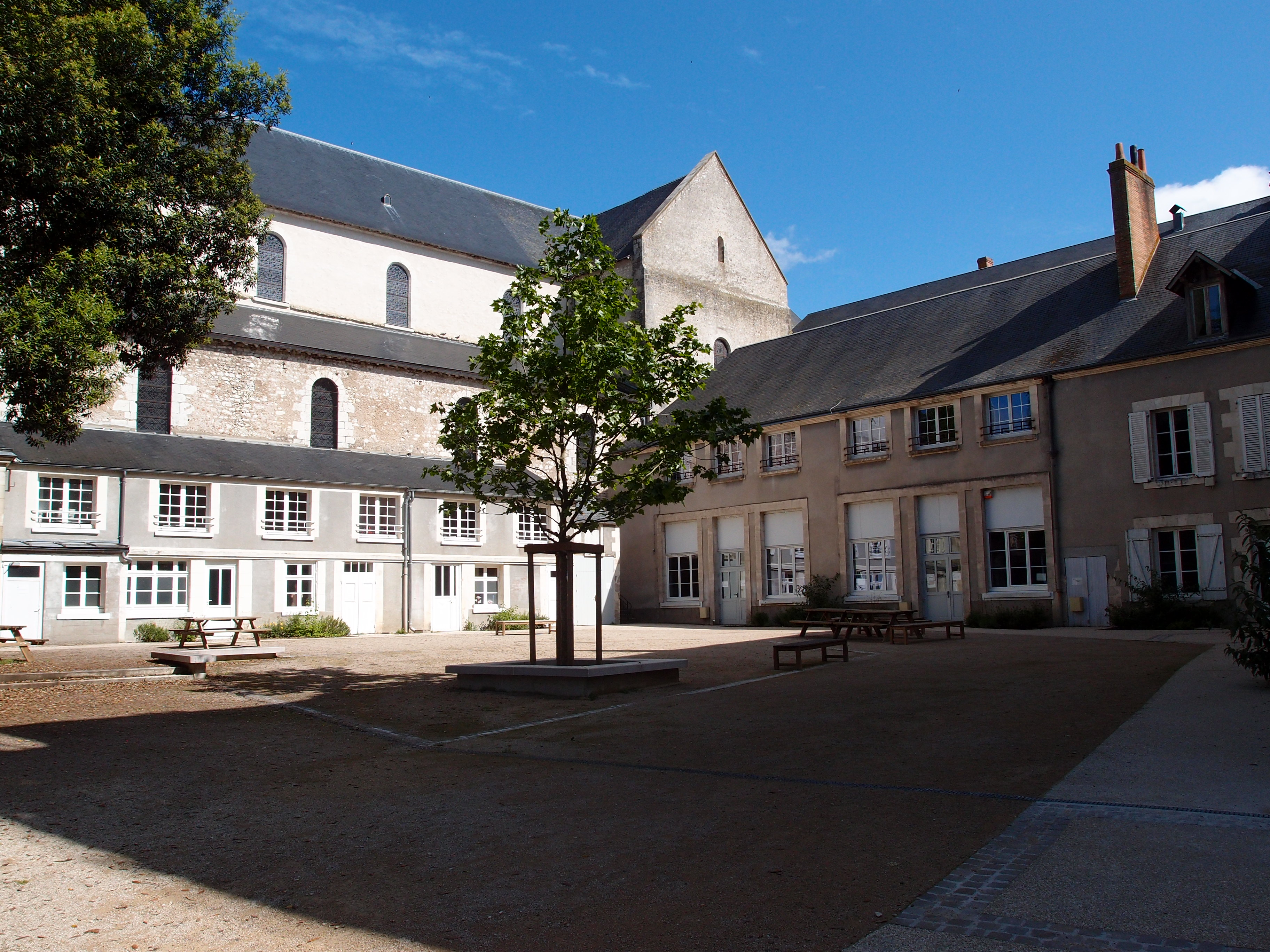
Lycée de l'abbaye de Beaugency à l'emplacement de l'ancien cloître.

Trois siècles plus tard, en 1429, Jeanne d’Arc libère la citadelle qui était aux mains des Anglais.
L'abbaye a également été victime des guerres de Religion : en 1568, toute la charpente de l'abbatiale brûle. S’ouvre alors une période de décadence. Ce n’est qu’un siècle plus tard, avec l’arrivée des chanoines génovéfains, que l’ordre se rétablit : les bâtiments sont restaurés. 
À la Révolution, l’église est mise au service de la paroisse, ce qui a permis qu'elle survive jusqu’à nous. En 1920, les sœurs de la Charité aménagent une partie des bâtiments conventuels en lycée pour jeunes en difficulté.

### Aujourd'hui: un monument éclaté
Les différents corps de bâtiments de l'abbaye de Beaugency sont aujourd'hui éclatés en plusieurs établissements : 
- l'abbatiale Notre-Dame tient lieu d'église paroissiale ;
- l'ancien espace du cloître et l'une des tours d'enceinte, dite tour du diable, appartiennent au lycée de l'Abbaye ;
- l'ancien dortoir a été transformé en hôtel[9].

L'ancienne abbaye est partiellement inscrite au titre des monuments historiques en 2006 ; L'ancienne abbatiale ayant déjà été classée en 1862..